# Hyla
Hyla là một chi động vật lưỡng cư trong họ Nhái bén, thuộc bộ Anura. Chi này có 41 loài và 7% bị đe dọa hoặc tuyệt chủng.

## Các loài
- Hyla andersonii Baird, 1854
- Hyla annectans Jerdon, 1870
- Hyla arborea L., 1758
- Hyla arboricola Taylor, 1941
- Hyla arenicolor Cope, 1866
- Hyla avivoca Viosca, 1928
- Hyla bocourti Mocquard, 1899
- Hyla chinensis Günther, 1858
- Hyla chrysoscelis Cope, 1880
- Hyla cinerea Schneider, 1799
- Hyla euphorbiacea Günther, 1858
- Hyla eximia Baird, 1854 foto Lưu trữ ngày 16 tháng 5 năm 2008 tại Wayback Machine
- Hyla femoralis Bosc, 1800
- Hyla gratiosa LeConte, 1856
- Hyla hallowellii Thompson, 1912
- Hyla heinzsteinitzi Grach, Plesser & Werner, 2007[2] foto Lưu trữ ngày 29 tháng 10 năm 2007 tại Wayback Machine
- Hyla immaculata Boettger, 1888
- Hyla intermedia Boulenger, 1882
- Hyla izecksohni Jim & Caramaschi, 1979

- Hyla jahni Rivero, 1961
- Hyla japonica Günther, 1859
- Hyla meridionalis Boettger, 1874
- Hyla plicata Brocchi, 1877
- Hyla sanchiangensis Pope, 1929
- Hyla sarda Betta, 1853
- Hyla squirella Bosc, 1800
- Hyla stepheni Boulenger, 1888

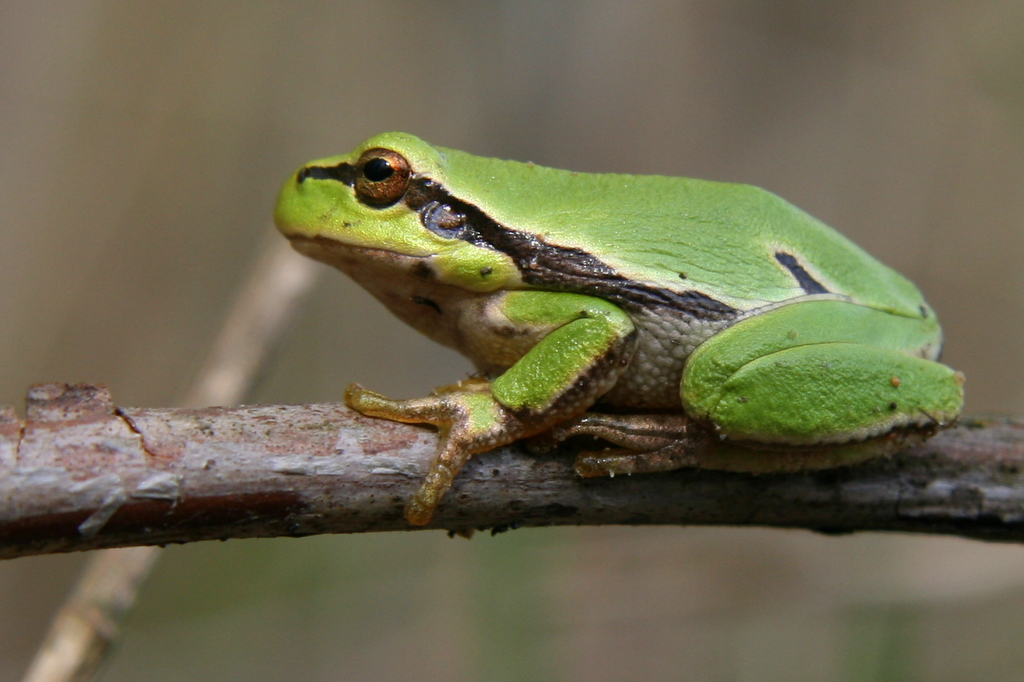
Hyla arborea

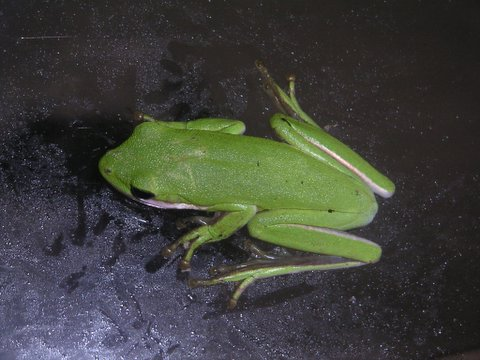
Hyla cinerea

- Hyla tsinlingensis Liu et Hu In Hu, Zhao & Liu, 1966.
- Hyla versicolor LeConte, 1825
- Hyla walkeri Stuart, 1954
- Hyla wrightorum Taylor, 1939
- Hyla zhaopingensis Tang & Zhang, 1984.

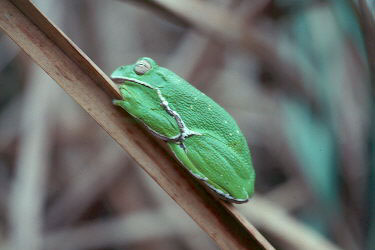
Hyla gratiosa
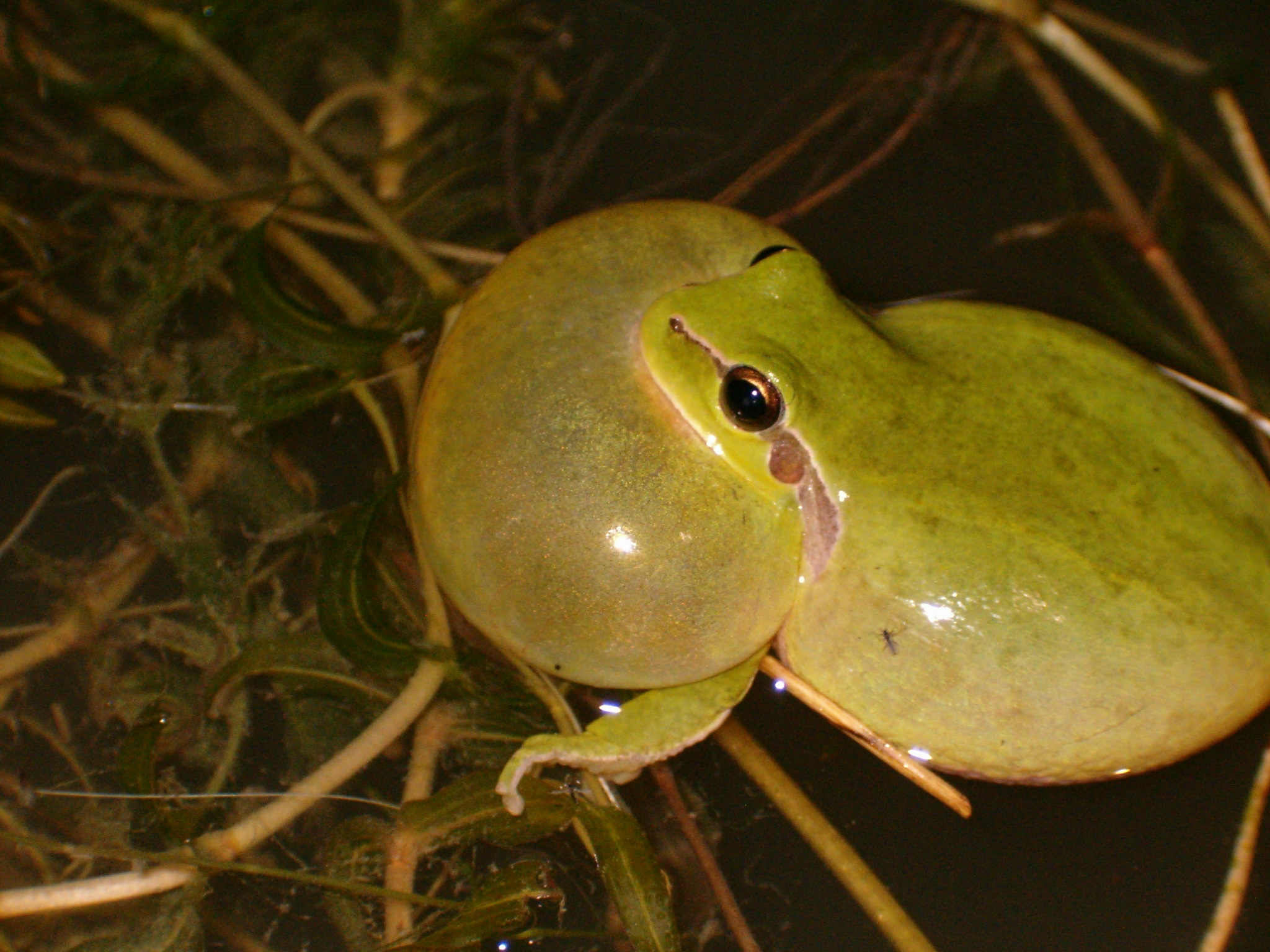
Hyla meridionalis
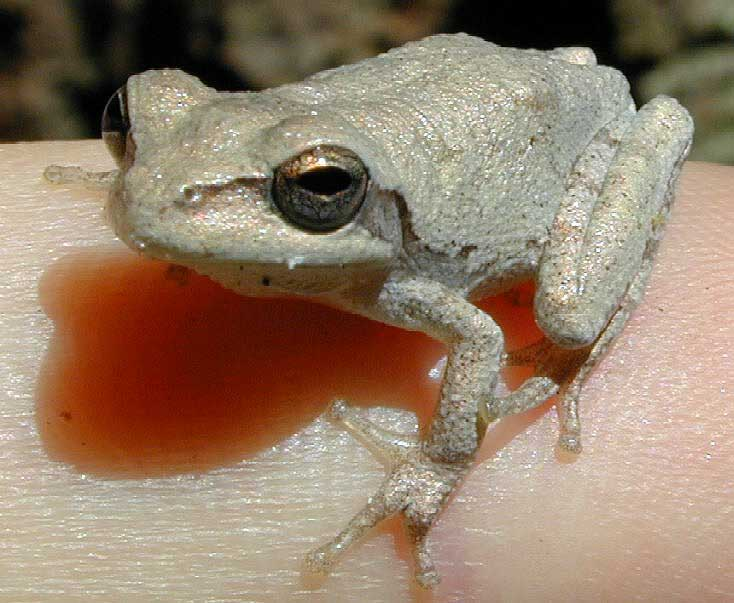
Hyla femoralis
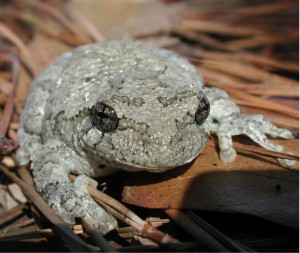
Hyla versicolor